# Torneio Incentivo Pernambucano de 1975
O Torneio Incentivo Pernambucano, foi uma competição estadual de futebol que ocorreu em Pernambuco no ano de 1975. Foi organizado pela Federação Pernambucana de Futebol com a participação de 5 (cinco) equipes. Ao final da competição, o Central Sport Club foi o campão no torneio ao ficar em 1º lugar na classificação geral.

## História
A exemplo do ano anterior, a competição foi criada pela Federação Pernambucana de Futebol (FPF) com os clubes que não estavam participando de competições nacionais daquele ano. O torneio teve a adesão de 5 agremiações, quatro da capital do estado e uma do interior. O Campeonato iniciou e findou no ano de 1975, sendo a última partida disputada no mês de dezembro daquele ano. A competição teve como regra a disputa entre as equipes em forma de pontos corridos, cada equipe jogava partidas em jogos de ida e volta em turnos, o clube que estivesse na 1ª colocação ao término da última rodada do campeonato era o campeão do torneio. Nessa competição ficou decidido que a vitória por diferença igual ou superior a dois gols valeria três pontos.

## Participantes
- América
- Central
- Ferroviário do Recife
- Íbis
- Santo Amaro (Manchete FC)

## 1º Turno
| Time 1      | Placar | Time 2      | Data       |
| ----------- | ------ | ----------- | ---------- |
| Santo Amaro | 0-3    | Central     | 24.08.1975 |
| América     | 1-0    | Íbis        | 27.08.1975 |
| Santo Amaro | 3-0    | Ferroviário | 28.08.1975 |
| América     | 1-1    | Central     | 03.09.1975 |
| Ferroviário | 2-2    | Íbis        | 07.09.1975 |
| América     | 0-0    | Santo Amaro | 10.09.1975 |
| Central     | 2-0    | Íbis        | 11.09.1975 |
| América     | 1-0    | Ferroviário | 14.09.1975 |
| Íbis        | 3-0    | Santo Amaro | 21.09.1975 |
| Central     | 2-1    | Ferroviário | 24.09.1975 |
| América     | 5-1    | Íbis        | 25.09.1975 |
| Central     | 2-0    | Ferroviário | 28.09.1975 |
| América     | 2-2    | Ferroviário | 01.10.1975 |
| Central     | 3-1    | Santo Amaro | 04.10.1975 |
| Ferroviário | 1-0    | Íbis        | 05.10.1975 |
| Central     | 2-0    | América     | 11.10.1975 |
| Santo Amaro | 0-0    | Ferroviário | 12.10.1975 |
| Íbis        | 3-0    | Santo Amaro | 15.10.1975 |
| América     | 4-0    | Santo Amaro | 19.10.1975 |
| Central     | 2-1    | Íbis        | 19.10.1975 |

## 2º Turno
| Time 1      | Placar | Time 2      | Data       |
| ----------- | ------ | ----------- | ---------- |
| Santo Amaro | 1-3    | Central     | 22.10.1975 |
| América     | 0-0    | Íbis        | 23.10.1975 |
| Ferroviário | 3-2    | Santo Amaro | 26.10.1975 |
| América     | 2-0    | Central     | 28.10.1975 |
| Ferroviário | 2-1    | Íbis        | 29.10.1975 |
| América     | 2-0    | Santo Amaro | 30.10.1975 |
| Íbis        | 1-3    | Central     | 01.11.1975 |
| América     | 2-0    | Ferroviário | 02.11.1975 |
| Íbis        | 0-0    | Santo Amaro | 05.11.1975 |
| Ferroviário | 0-5    | Central     | 09.11.1975 |
| Santo Amaro | 2-2    | Central     | 12.11.1975 |
| América     | 2-1    | Íbis        | 13.11.1975 |
| Ferroviário | 1-0    | Santo Amaro | 16.11.1975 |
| Central     | 0-0    | América     | 19.11.1975 |
| Íbis        | 2-0    | Ferroviário | 20.11.1975 |
| América     | 1-1    | Santo Amaro | 23.11.1975 |
| Central     | 3-1    | Íbis        | 26.11.1975 |
| América     | 0-0    | Ferroviário | 27.11.1975 |
| Íbis        | 1-0    | Santo Amaro | 30.11.1975 |
| Ferroviário | 0-1    | Central     | 04.12.1975 |

## Classificação Final
| Classificação - Final | Classificação - Final | Classificação - Final | Classificação - Final | Classificação - Final | Classificação - Final | Classificação - Final | Classificação - Final | Classificação - Final | Classificação - Final |
| Time                  | Time                  | PG                    | J                     | V                     | E                     | D                     | GP                    | GC                    | SG                    |
| --------------------- | --------------------- | --------------------- | --------------------- | --------------------- | --------------------- | --------------------- | --------------------- | --------------------- | --------------------- |
| 1                     | Central               | 37                    | 16                    | 12                    | 3                     | 1                     | 34                    | 11                    | +23                   |
| 2                     | América               | 28                    | 16                    | 8                     | 7                     | 1                     | 24                    | 8                     | +16                   |
| 3                     | Íbis                  | 14                    | 16                    | 4                     | 3                     | 9                     | 17                    | 23                    | -6                    |
| 4                     | Ferroviário do Recife | 12                    | 16                    | 4                     | 4                     | 8                     | 12                    | 25                    | -13                   |
| 5                     | Santo Amaro           | 8                     | 16                    | 1                     | 5                     | 10                    | 10                    | 29                    | -19                   |

* Nota: Nessa competição ficou decidido que a vitória por diferença igual ou superior a dois gols valeria três pontos. O Central se sagrou campeão da competição.
| Torneio Incentivo Pernambucano de 1975 |
| -------------------------------------- |
| Central Sport Club Campeão             |